# Edwin Walker
Edwin Anderson Walker (Contea di Kerr, 10 novembre 1909 – Dallas, 31 ottobre 1993) è stato un generale statunitense. È noto anche con il soprannome di Ted Walker.

## Biografia
Il generale Edwin Walker è stato un ufficiale dell'esercito degli Stati Uniti che ha combattuto nella seconda guerra mondiale e nella guerra di Corea. Divenne noto per le sue posizioni ultraconservatrici sulla politica, espresse pubblicamente anche durante il servizio. Nel 1961 si dimise dai suoi doveri militari e nel 1962 iniziò una carriera politica, candidandosi come governatore del Texas, ma venne sconfitto alle elezioni da John Connally. Più tardi quell'anno fu coinvolto nelle rivolte contro l'integrazione razziale. Il 10 aprile 1963 subì un tentato assassinio probabilmente ad opera di Lee Harvey Oswald. Deceduto a seguito di un cancro ai polmoni, Walker non ebbe né moglie né figli.